# Sveriges Utbildningsradio
Sveriges Utbildningsradio (doslova Švédské vzdělávací rádio, volně přeložitelné také jako Švédský osvětový rozhlas) je jedno ze tří veřejnoprávních médií a jedna ze dvou veřejnoprávních rozhlasových organizací ve Švédsku. Médium je zřízeno za účelem vzdělávání a osvěty veřejnosti. Společnost má charakter akciové společnosti, stejně jako ostatní švédská veřejnoprávní média. Financována je de facto prostřednictvím státní správy. Na rozdíl od ostatních dvou médií nemá vlastní vysílací kanály, místo toho slouží pouze k produkci obsahu, který se následně vysílá buď prostřednictvím švédského rozhlasu nebo švédské televize, respektive kromě Kunskapskanalenu, televizní stanice, kterou provozuje napůl se švédskou televizí.

## Historie
Utbildningsradio je výsledkem experimentů s rádiem pro školy, které v roce 1928 prováděla švédská školská správní rada. Její činnost získala trvalý charakter v roce 1929. Od roku 1931 se hlavním vysílacím orgánem stal Radiotjänst (Rozhlasová služba, dobový národní rozhlas). V roce 1961 bylo spuštěno i experimentální vysílání televize pro školy, které bylo později, v roce 1964, sloučeno s rádiem pro školy. Působnost se později rozšířila i o vzdělávání dospělých prostřednictvím švédského rozhlasu a činnost byla financována z daní. V roce 1967 stát založil výbor pro televizi a rozhlas ve vzdělávání (TRU) za účelem poskytování vzdělávacího obsahu univerzitám a předškolním zařízením. Sídlo výboru bylo ve Stocksundu (jedné z periférií Stockholmu) a působil do roku 1978, kdy jeho působnost převzalo současné Utbildningsradio.
V roce 1978 proběhla rozsáhlá reorganizace ve švédském rádiu, společnost se de facto rozdělila na čtyři samostatné společnosti a to švédskou televizi (Sveriges Television), švédský říšský rozhlas (Sveriges Riksradio), švédský místní rozhlas (Sveriges Lokalradio) a samozřejmě švédský vzdělávací/osvětový rozhlas (Sveriges Utbildningsradio). V roce 1985 byl vzdělávací/osvětový rozhlas provázán s televizí a začal být financován z koncesionářských poplatků za televizi. V roce 1992 došlo k další reorganizaci, při které vznikla tři současná veřejnoprávní média – reorganizace UR skončila 1994 financováním z vlastních koncesionářských poplatků, nicméně provázanost s televizí zůstává do jisté míry dosud, jednak výše zmíněným faktem o společném provozu televizní stanice Kunskapskanalen, absenci dalších vlastních kanálů a sídlem ve stejném ústředí, jako má švédská televize.
Od 1. ledna 2019 se přestaly ve Švédsku financovat veřejnoprávní média koncesionářskými poplatky. Místo nich byl zaveden systém financování médií z podílů na zdanitelných příjmech závazný pro každého občana staršího 18 let včetně důchodců. Při každém daňovém přiznání finanční úřad strhne 1 % z odvedené daně ze zdanitelného příjmu. Zákon zároveň stanoví maximální roční zdanitelný příjem, pro který toto platí a pevnou sazbu, která je odvedena z příjmu vyššího. V roce 2025 byl tento nejvyšší roční zdanitelný příjem 124 930 švédských korun a pevná sazba při vyšším příjmu 1 249 švédských korun. Média nefinancují právnické osoby a firmy, na občany závislé na státních dávkách se vztahuje výjimka z tohoto systému. Finanční správa každý měsíc vybrané podíly na média převádí na zvláštní účet, ze kterého si své příjmy veřejnoprávní média přerozdělují. Účet je veden nezávisle na státním rozpočtu, aby byly minimalizovány politické zásahy a zároveň je zakázáno použít prostředky na tomto účtu na jiné účely než financování médií.